# Казгулак (село)
Казгула́к — село в составе Туркменского района (муниципального округа) Ставропольского края России.

## Название
По одной версии, название села происходит оттого, что на берегу реки Каз жил богатый татарин Гулака, к которому переселенцы ходили за водой. В результате соединения названий речки и имени богача посёлок стали называть Казгулак. В переводе с тюркского «каз» означает «кочевать», «бродить».
Существует и другое мнение. «Название села происходит от нескольких татарских слов, в переводе означающих „местопребывание духовного лица“. Вероятно, на месте села когда-нибудь было татарское поселение того же имени, которое служило резиденцией главной духовной особы».

## География
Село Казгулак расположено в зоне рискованного земледелия, в открытой местности на реке Казгулак. В черте села имеются 2 пруда.
Расстояние до краевого центра: 111 км.
Расстояние до районного центра: 19 км.
Площадь поселения составляет 186,37 км².

## История
Официальной датой образования села Казгулак считается 29 июля (10 августа) 1861 года. В частности, в письме Ставропольской палаты государственных имуществ от 11.08.1861, хранящемся в ГАСК, указано следующее:

Палата Государственных Имуществ во исполнение Высочайшего повеления, изложенного в предложении Г. Ставропольскаго Гражданскаго Губернатора от 29 июля [1861 года] за № 4295, находящиеся на Калмыцкой степи Ставропольской Губернии станицы Дивную, Винодельную, Предтечу, Дербетовку наименов[нрзб] селениями, а поселение на участке Казгулак Казгулакским селением, с допущением в них приписки новых поселенцев…— 
По сведениям А. И. Твалчрелидзе, село основано переселенцами из Центральной России и Малороссии на землях, принадлежавших татарам. После основания села на него начали часто нападать татары: они грабили жителей, угоняли скот, а людей мучили и брали в плен.
В 1918 году на Ставрополье начался процесс коллективизации, не получивший достаточного развития из-за гражданской войны. После окончательного установления советской власти в регионе стали создаваться коммуны и артели, организуемые бывшими красноармейцами. В 1923 году в селе была образована артель «Найденный Путь», в 1924 году — животноводческое товарищество «Простой способ».
6 ноября 1923 года вышел Декрет Всероссийского центрального исполнительного комитета «Об административном делении Ставропольской губернии», предусматривавший упразднение уездов и волостей и разделение губернии на районы и сельские общества. В 1924 году в губернии было образовано 12 районов, включая Петровский (с центром в селе Петровское). В состав Петровского района вошли бывшие волости Ставропольского и Благодарненского уездов, в том числе Казгулакская волость Благодарненского уезда.
13 февраля 1924 года Ставропольская губерния вошла в состав Юго-Восточной области (с 16 октября 1924 года — Северо-Кавказского края), а 2 июня того же года была преобразована в Ставропольский округ. По данным переписи 1926 года, в селе Казгулак Петровского района Ставропольского округа Северо-Кавказского края числилось 1097 дворов с населением 5763 человек (2725 мужчин и 3038 женщин), из которых 5125 — украинцы. Село было административным центром Казгулакского сельсовета, объединявшего 9 населённых пунктов: село Казгулак, русский хутор Теряев, украинские хутора Капуста, Ковалёв, Тарануха, Хиль, Шалайка, Штаничев и артель украинцев Найденный Путь:270—271.
На 1 января 1983 года Казгулак — центр Казгулакского сельсовета Туркменского района:27.
С 1996 года по 16 марта 2020 года село образовывало упразднённое сельское поселение село Казгулак.

## Население
| 1897  | 1903  | 1925  | 1926  | 1989  | 2002  | 2010  | 2011  | 2012  |
| ----- | ----- | ----- | ----- | ----- | ----- | ----- | ----- | ----- |
| 4806  | ↗5076 | ↗5118 | ↗5763 | ↘2433 | ↘2330 | ↘2023 | ↘2020 | ↘1992 |
| 2013  | 2014  | 2015  | 2016  | 2017  | 2018  | 2019  | 2020  | 2021  |
| ↘1953 | ↘1923 | ↘1875 | ↘1857 | ↘1813 | ↘1771 | ↘1729 | ↗1733 | ↘1578 |

Национальный состав
По данным переписи 2002 года 96 % населения — русские.
По итогам переписи населения 2010 года проживали следующие национальности (национальности менее 1 %, см. в сноске к строке "Другие"):
| Национальность | Численность | Процент |
| -------------- | ----------- | ------- |
| Русские        | 1915        | 94,66   |
| Другие         | 108         | 5,34    |
| Итого          | 2023        | 100,00  |

## Инфраструктура
- Дом культуры[38] на 600 мест.

Народный духовой оркестр при Доме культуры. Образован 21 апреля 1938 года как детский духовой оркестр. 28-кратный лауреат краевого марш-парада, дипломат Всесоюзного смотра-конкурса, лауреат Юга России.
- Почта.
- Участковая больница на 25 мест.
- Два аптечных пункта.

## Образование
- Детский сад № 6[40] на 80 мест
- Средняя общеобразовательная школа № 5 на 300 мест
- Музыкальная школа

## Экономика
Торговое и бытовое обслуживание осуществляют 9 торговых точек, работают две парикмахерские, два столярных цеха (индивидуальные предприниматели) по изготовлению мебели, цех по кройке и шитью верхней одежды.
В селе действует сельское потребительское общество, основанное 14 октября 1931 года

## Улицы и переулки
Улицы и переулки Казгулака: ул. Барсукова, ул. Гагарина, ул. Заречная, ул. Калашникова, пер. Комсомольский, ул. Красноармейская, ул. Ленина, ул. Мельничная, ул. Мира, ул. Нагорная, пер. Новосёловский, пер. Октябрьский, ул. Партизанская, пер. Первомайский, пер. Пионерский, ул. Пролетарская, ул. Промежуточная, пер. Речной, ул. Садовая, пер. Сортоиспытательный, ул. Спортивная, ул. Трудовая, пер. Шоссейный.

## Русская православная церковь
В 1868 году в селе выстроена церковь в честь Покрова Святой Богородицы; как утверждают старожилы, звон её колоколов был слышен даже в Петровском (ныне Светлоград). Церковь была снесена в 1930-е годы; сейчас в селе действует маленькая церковь, возведённая на месте бывшей столовой общепита.

## Люди, связанные с селом
- Барсуков Иван Петрович (1948, село Казгулак — 2001) — Герой Советского Союза
- Калашников Яков Семёнович (1904, село Казгулак — 1943) — Герой Советского Союза

## Памятники
- Братская могила 54 красных партизан, погибших за власть советов. 1918—1920, 1938 годы[41]
- Могила красного партизана Христенко Н. А., зверски замученного белобандитами. 1918, 1967 годы[42]
- Памятник воинам-землякам, погибшим в годы гражданской и Великой Отечественной войн. 1965 год[43]
- Памятник В. И. Ленину. 1966 год[44]
- Памятник Герою Советского Союза И. В. Барсукову

## Кладбище
В районе переулка Пионерского расположено общественное открытое кладбище площадью 58 342 м².